# سید عبدالرسول موسوی
سید عبدالرسول موسوی روحانی شیعه ایرانی و نماینده ممسنی در دوره سوم مجلس شورای اسلامی است. برخی به نقش او در درگیری‌های ۸ آذر ۱۳۵۹ در ممسنی اشاره می‌کنند.